# Hudson Oaks
Hudson Oaks är en ort i Parker County i Texas. Hudson Oaks grundades 1978 genom sammanslagning av småorterna Oakridge och Hudson Heights  och folkmängden har därefter ökat från 309 år 1980 till 1974 år 2014. Orten ligger i Dallas-Fort Worths storstadsområde ("metroplex") vid US Highway 80 och Interstate Highway 20.